# Ptychoptera longwangshana
Ptychoptera longwangshana är en tvåvingeart som beskrevs av Yang och Chen 1998. Ptychoptera longwangshana ingår i släktet Ptychoptera och familjen glansmyggor.
Artens utbredningsområde är Zhejiang (Kina). Inga underarter finns listade i Catalogue of Life.